# باغ‌وحش تارونگا سیدنی
باغ وحش تارونگا واقع در کرانه‌های بندر سیدنی است و یکی از مهم‌ترین جاذبه‌های توریستی شهر سیدنی به‌شمار می‌رود.
این باغ وحش قدیمی که در استرالیا قرار دارد، امروزه با مساحتی بالغ بر ۲۸ هکتار دارای ۳۵۰ گونه جانوری و بیش از ۴۰۰۰ حیوان است.